# Bitterzoetmot
De bitterzoetmot (Acrolepia autumnitella) is een vrij algemene vlinder uit de familie van de parelmotten (Glyphipterigidae). De wetenschappelijke naam werd gepubliceerd in 1838 door Curtis.
Deze mot is bladminerende specialist op de bitterzoet (Solanum dulcamara) en wolfskers (Atropa belladonna). De motten zetten hun eieren af in de bladnerven en nadat de larven uit het ei zijn gekomen vormen ze typische blaasmijnen in het blad. 
De soort komt voor in Europa.